# 顺丰优选
顺丰优选是顺丰打造的以全球美食为主的网购商城，主营生鲜类食品。

## 历史
于2012年5月31日正式上线，主营进口食品，采自全球60多个国家和地区。2016年3月14日，顺丰优选开通中西部地区生鲜配送，生鲜冷链配送由此扩展至203个城市。

## 竞争对手
天猫旗下喵先生、京东、中粮我买网等

## 生鲜市场规模
近年来中国生鲜电商市场发展迅速。
| 年份             | 2013 | 2014   | 2015  |
| ---------------- | ---- | ------ | ----- |
| 市场规模（亿元） | 120  | 245    | 412   |
| 增长率           |      | 104.2% | 68.2% |